# 德比埃克斯 (加利福尼亞州)
德比埃克斯（英語：Derby Acres）是位於美國加利福尼亞州克恩縣的一個人口普查指定地區。

## 地理
德比埃克斯的座標為35°14′50″N 119°35′43″W / 35.24722°N 119.59528°W，而該地最高點為海拔高度419米（即1375英尺）。

## 人口
根據2010年美國人口普查的數據，德比埃克斯的面積為9.275平方千米，當中陸地面積為9.275平方千米，而水域面積為0.000平方千米。當地共有人口322人，而人口密度為每平方千米34人。